# Мак (остров, Таиланд)
Мак (тайск. เกาะหมาก) — небольшой тропический остров в восточной части Сиамского залива, в 35 км от материка. Административно относится к провинции Трат, Таиланд. На острове имеется две деревни, в которых проживает 403 человека (2007).
Название острова мак (тайск. หมาก) в дословном переводе с тайского языка означает плод бетелевой пальмы.

## История
Первым поселенцем на острове был Чао Сыасенг из ведомства по китайской политики при короле Раме V, который основал кокосовые плантации. Позже, в начале XX века, он продал остров своему коллеге из того же ведомства по вопросам отношений с Китаем Плиану Таветхикуну. В 1904 году, в связи с передачей части земель Сиама под французский протекторат, семья Таветхикунов потеряла свою усадьбу на материке и решила окончательно перебраться на остров.
После переселения они построили буддийский храм, пригласили рабочих и приступили к обработке и возделыванию новых земельных участков, на которых устроили кокосовые и каучуковые плантации. Почти вся земля на острове принадлежит разным потомкам Плиана Таветхикун, которые не стали переориентироваться на массовый туризм и продолжили заниматься сельским хозяйством. В настоящее время, большая часть пригодных для обработке земель на острове, засажены кокосами и каучуковыми деревьями.
Туризм на Ко Маке начал развиваться в 1987 году. Тогда была расчищена часть пляжа и построен первый отель бунгального типа. В настоящее время на острове имеется ряд отелей и налажено регулярное паромное сообщение с материком.

## География

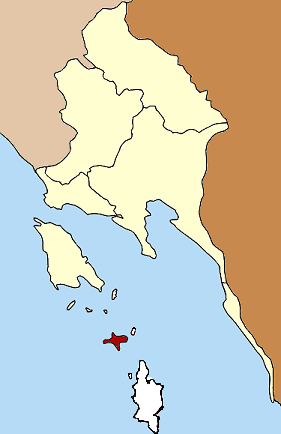
Остров Ко-Мак в провинции Трат.

Остров Мак входит в состав архипелага Ко Чанг. Является третьим по величине островом в архипелаге, после Чанга и Кута, между которыми расположен. В отличие от этих островов, Ко Мак имеет плоский ландшафт, что позволяет легко перемещаться пешком или на велосипеде. Площадь острова 16 км², длина береговой линии 27 км. В центре остров холмист. По берегам в основном песчаные пляжи.
В непосредственной близости от Ко Мака имеются другие небольшие острова. На северо-востоке в 1 км находится остров Крадат, в юго-западной бухте острова находятся острова Раянг-Яй и Раянг-Нок в 300 и 800 метрах соответственно, и в северо-западной бухте острова Пхи и Кхам примерно в 400 и 500 метрах соответственно.

## Туризм
Ко Мак пока не испорчен массовым туризмом и подходит для спокойного отдыха.
Кроме пляжного отдыха и прогулок по острову, также можно заняться рыбалкой, дайвингом и посетить близлежащие маленькие острова. Остановиться можно в одном из многочисленных отелей острова. Стоимость проживания колеблется в пределах от 250 до нескольких тысяч батов.

## Инфраструктура
Инфраструктура острова включает рынок, поликлинику, два интернет-кафе, несколько магазинов.

## Галерея

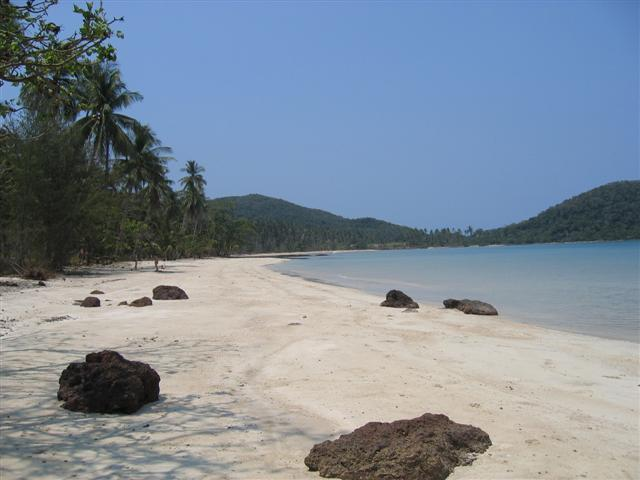
Пляж острова Мак.
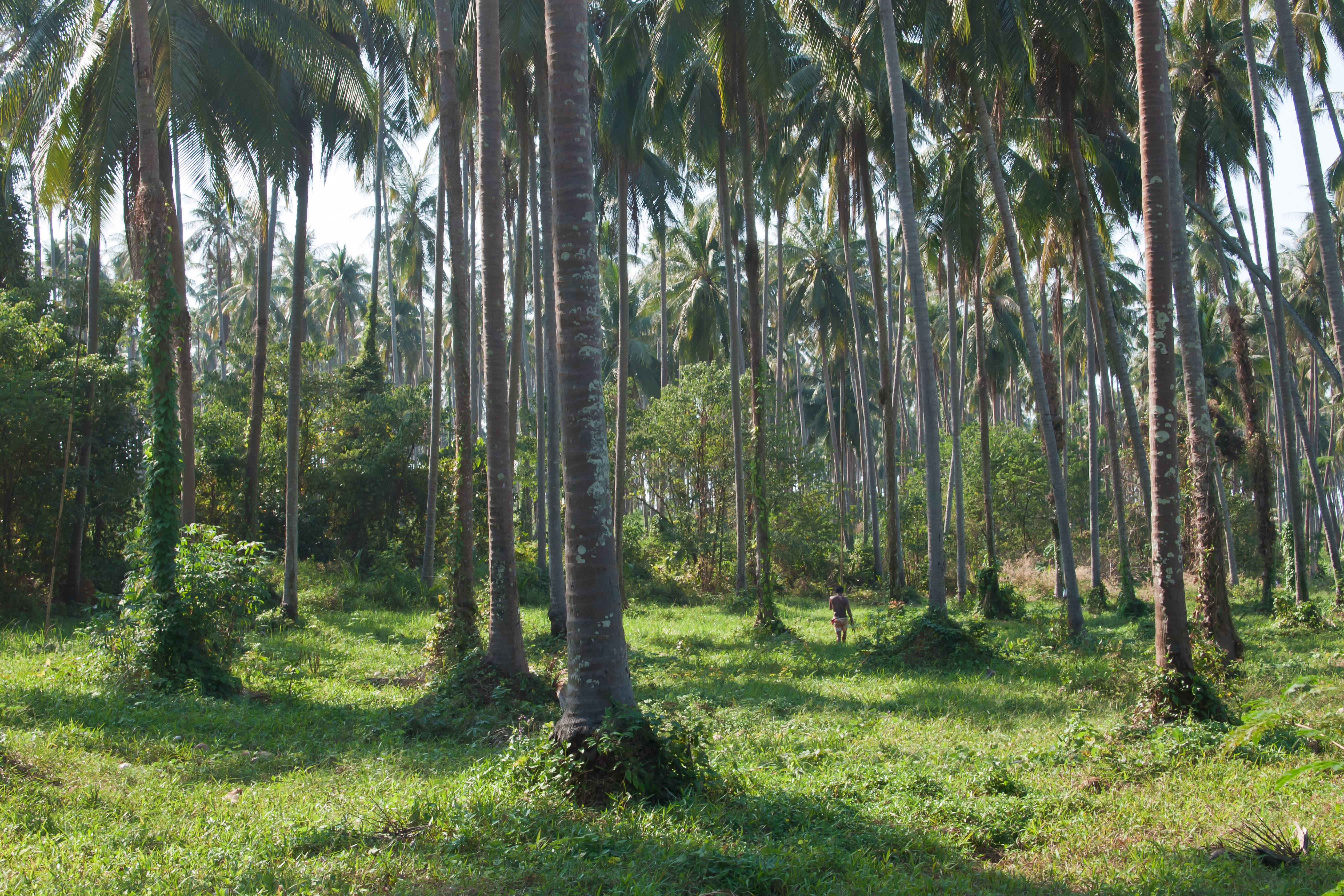
Кокосовые плантации.
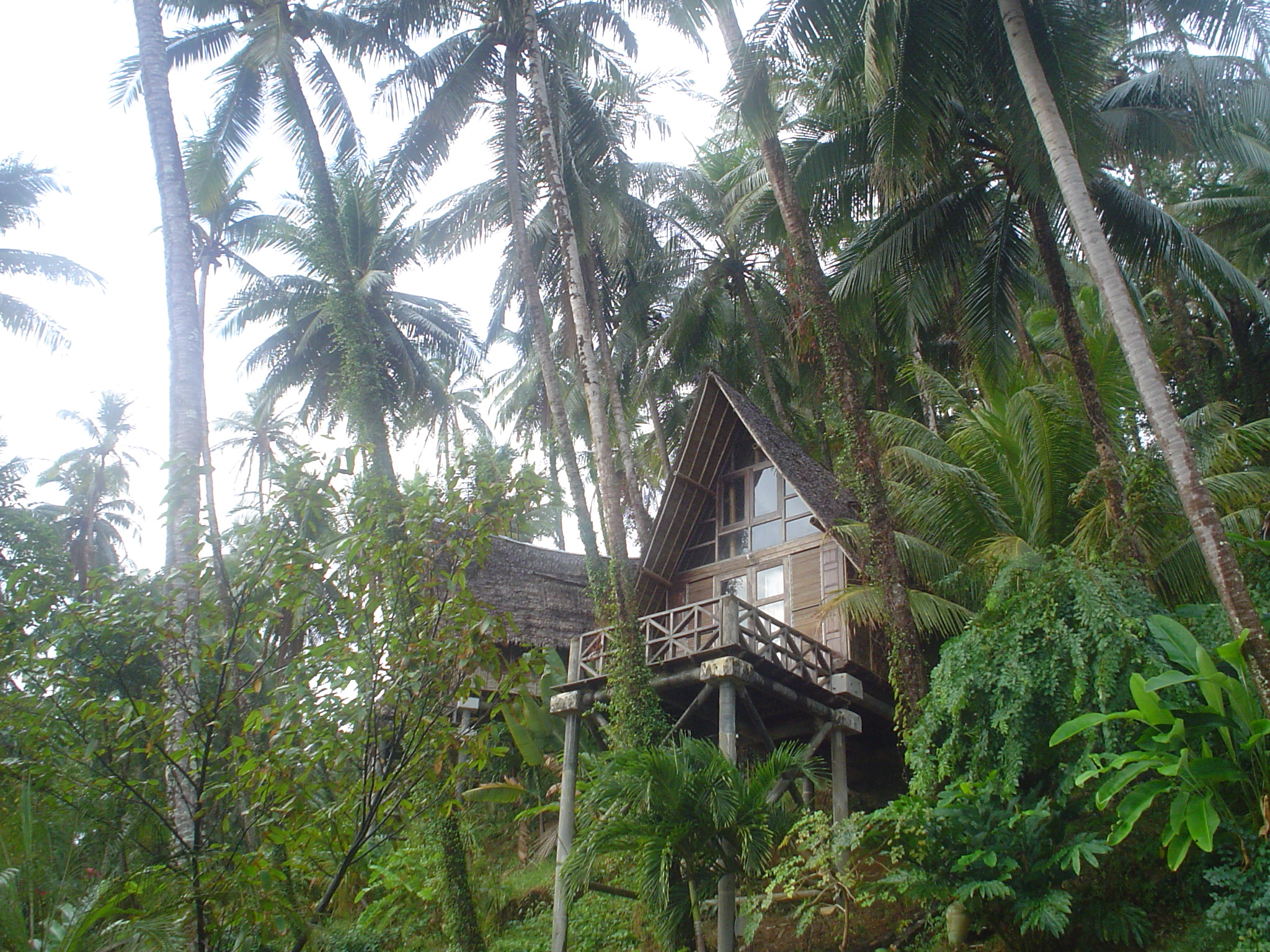
Бунгало в лесу.
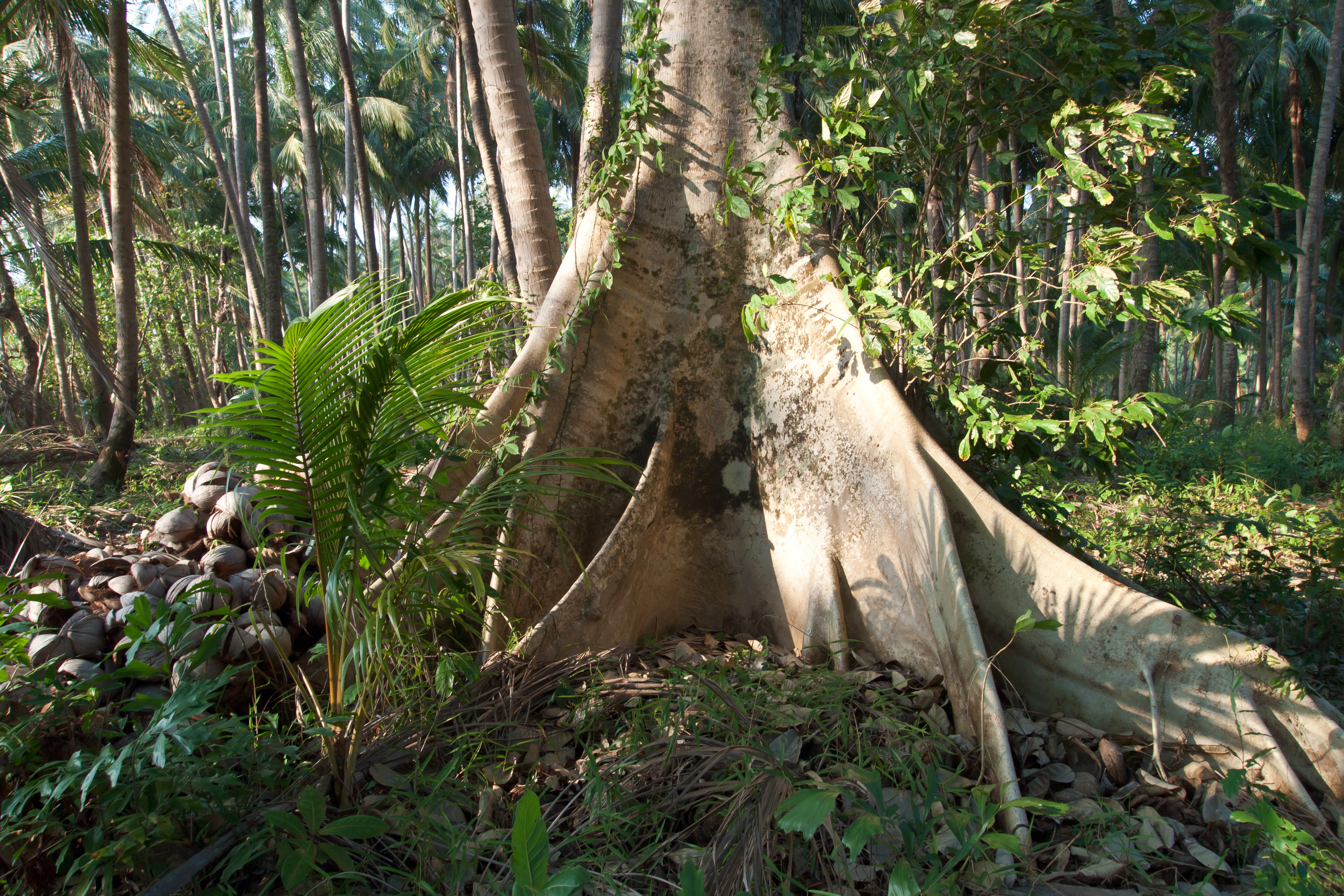
Лес на острове
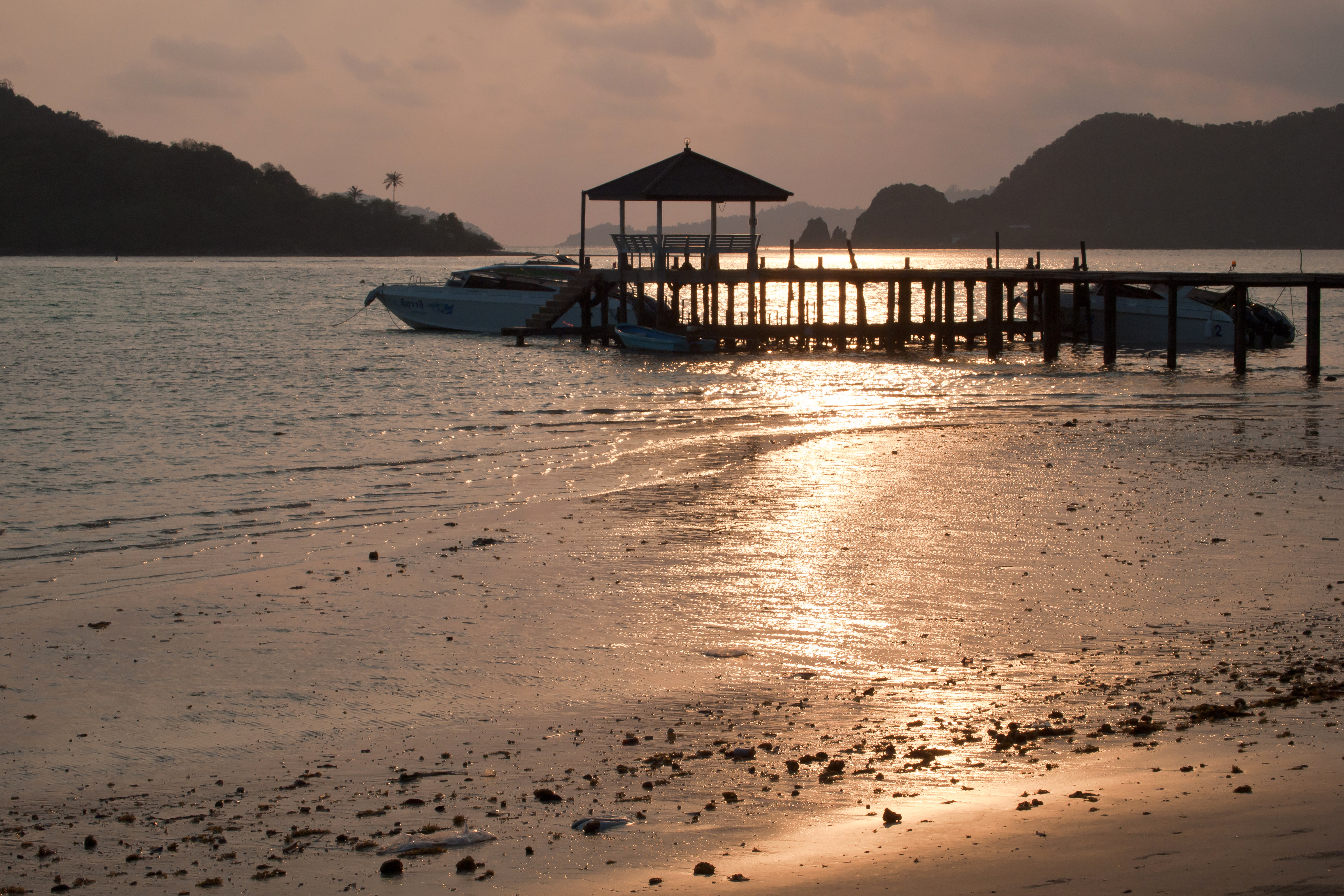
Пристань. Остров Мак.
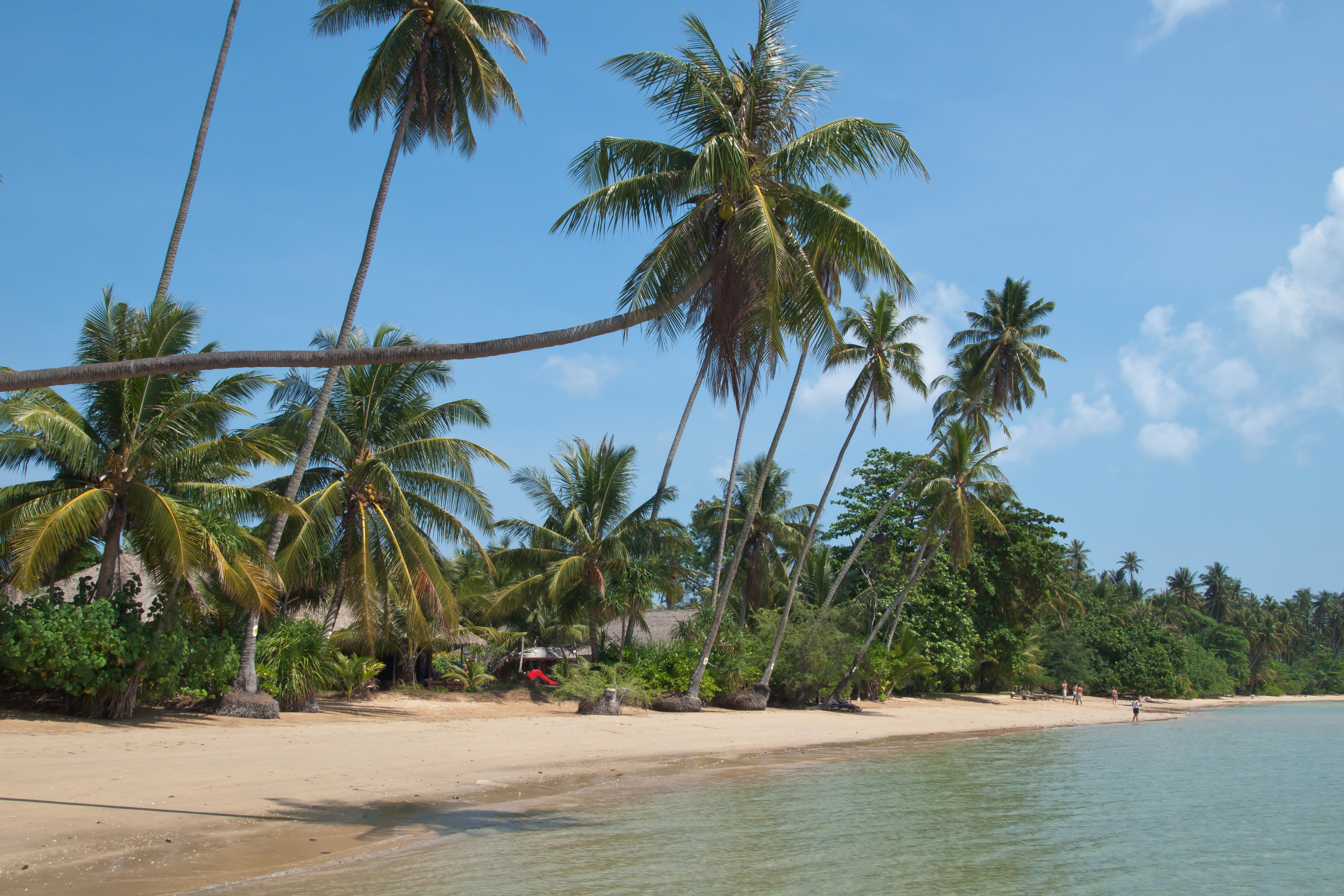
Пальмовые деревья вдоль пляжа.
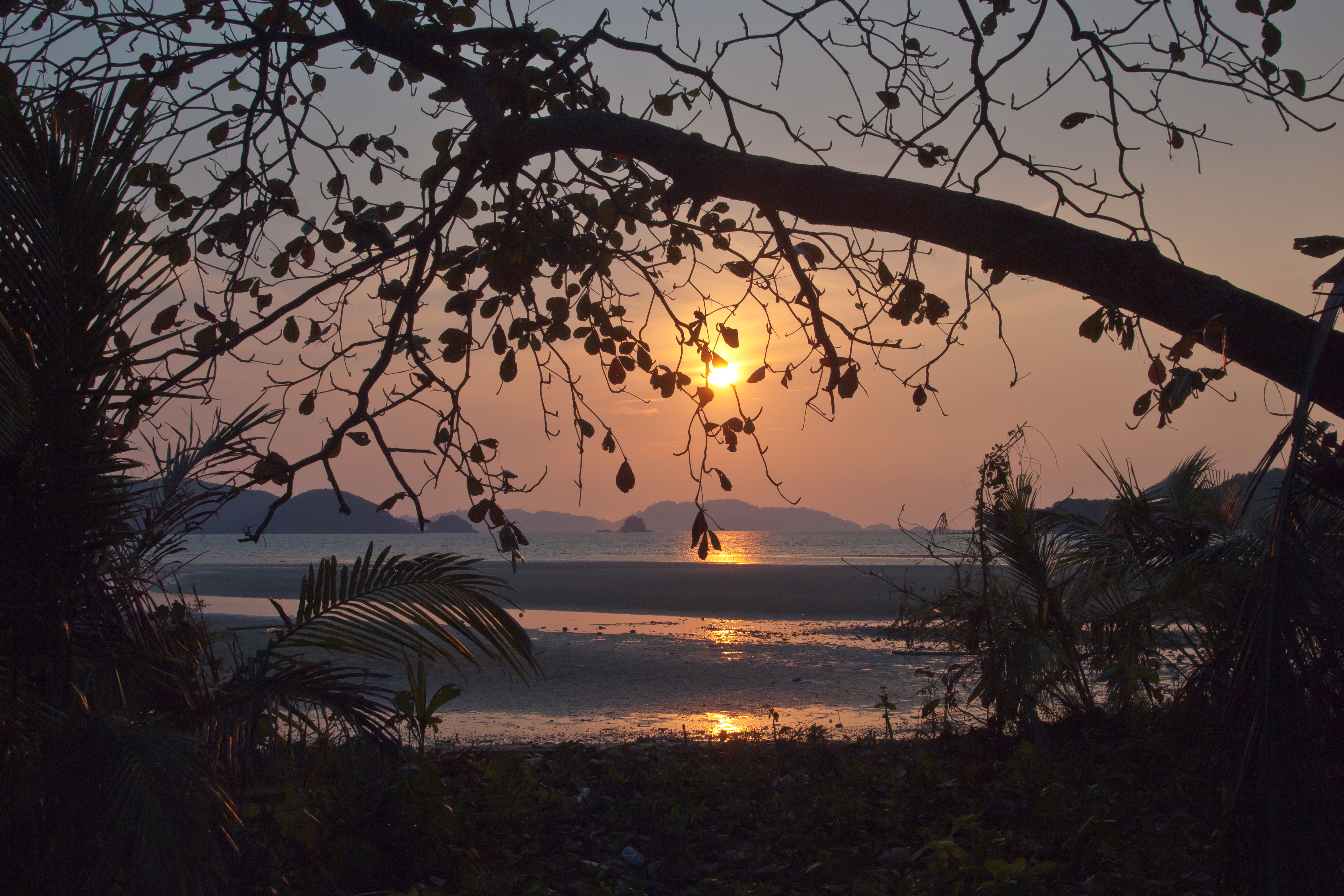
Закат с острова Мак. Вид на остров Пхи.